# Cyclodictyon iporangeanum
Cyclodictyon iporangeanum là một loài rêu trong họ Pilotrichaceae. Loài này được (Geh. & Hampe) Broth. mô tả khoa học đầu tiên năm 1907.